# 飛天御剣流
飛天御剣流（ひてんみつるぎりゅう）は、和月伸宏の漫画『るろうに剣心 -明治剣客浪漫譚-』およびそれを原作とする派生作品に登場する、架空の古流剣術の流派。

## 概要
戦国時代に端を発する古流剣術。作中に登場する使い手は、主人公・緋村剣心（緋村抜刀斎）とその師である十三代・比古清十郎の二人のみだが、テレビアニメ第一作のオリジナルエピソード「島原編」では、十二代・比古清十郎の弟子であった仁志田兵衛（十三代・比古の兄弟子）と、その甥である天草翔伍（武藤翔伍）が使い手として登場する。
飛天御剣流は、剣の速さ、身のこなしの速さ、相手の動きの先を読む速さという三つの速さを最大限に生かし、最小の動きで複数の相手を一瞬で仕留めることを極意とし、一対多数の戦いを得意とする実戦本位の殺人剣である。「飛天」の名が示すとおり、その使い手は天空を飛翔するかのごとき跳躍力で相手のはるか上空から斬撃を見舞い、その体さばきや斬撃の速さは「神速」と称される。その剣技はおもに龍の動きを模しており、技名も「〇龍閃」「龍〇閃」といったものが多い。
時代の苦難から弱き人々を守ることを流派の理（ことわり）としており、継承者はそれに従って剣を振るってきた。また、御剣流の使い手は「陸の黒船（おかのくろふね）」とたとえられる絶大な力をもつ存在であり、その力を利用されるのを防ぐため、いかなる派閥や組織、権力などにも属さない「自由の剣」として表舞台に出ないのが望ましいとされる。しかし幕末の動乱時、14歳だった剣心は使命感と血気にはやるあまり、この道理を理解できずに比古とけんか別れし、長州派維新志士「人斬り抜刀斎」として明治政府に加担した。結果的にこれが志々雄真実のクーデターや雪代縁の人誅事件の遠因となり、剣心自身も一時、廃人になるほどのトラウマを抱える。
代々の御剣流伝承者は開祖「比古清十郎」の名を襲名し、重さ十貫の肩当と筋肉を逆さに反るバネが仕込まれた白外套を着用することで伝承者としての実力を意図的に抑えている。また、次代への流派継承の際には、その最終奥義を弟子に会得させるために師の命を犠牲にするという習わしが存在する。奥義を会得した弟子は「比古清十郎」の名を襲名し、同じく次なる弟子にその技と理を継承させていく。例外として、十三代・比古は奥義伝承の際、剣心の剣が逆刃刀であったことと、柄の目釘が抜けかかったために威力が弱まるという偶然的な要素で生存する（兵衛も翔伍に奥義の伝授を行っているが、なぜ生存できたかは不明）。
剣心が十四代継承者を襲名することを辞退し、やがて御剣流を使用できないほど体に損傷を蓄積していくが、作者がアフターストーリーとして構想していた中では剣心の息子である剣路は話に聞いただけで飛天御剣流の技を体得している。OVA『星霜編』で剣路は比古のもとに押しかけるが、比古は「元より誰にも継がせる気はない。御剣流は俺で終わりだ」と飛天御剣流を継がせる気はなかった。
超人的な技の数々を放つ飛天御剣流は体への負担が大きく、十三代・比古のような恵まれた体躯と鍛え抜かれた鎧のような筋肉があって初めて完璧に使いこなせる。剣心のように体格に劣る者が使用すると、徐々に肉体に損傷が蓄積されやがて剣を振るうことができなくなっていく。特に奥義「天翔龍閃」の負担は大きく、死線をさまようほどの幾多の死闘において使い続けたことで剣心の肉体の損傷は加速度的に速まり、30代前半の若さで飛天御剣流の技のほとんどを使うことが不可能となる（剣を振るうこと自体はできる）。北海道編では前述とは異なり、弥彦いわく御剣流の技そのものはまったく衰えていないが、体力の衰えによる継戦能力の低下や回復の遅れが表面化している。
なお、和月の本作品以前の読み切り作品『るろうに剣心 -明治剣客浪漫譚-』や『戦国の三日月』にも「飛天三剣流」の名称で登場している。この名称は、一振りで三人を倒すことに由来している。

## 技
和月のセルフリメイク作品『るろうに剣心 -キネマ版-』においては、技名の漢字表記や読み、さらには奥義が異なる。これは特に意味がある変更ではなく完全なお遊びということで、読者の混乱を招いたことを謝罪している。
龍槌閃（りゅうついせん）
空高く飛び上がり、落下重力を利用した威力の高い斬撃で一気に斬り裂く。剣心の十八番。第一幕から使用しているが、名前が判明するのは喧嘩屋斬左戦から。
実写映画版では刃衛戦や蒼紫戦など、たびたび使われた。剣心との修行中、比古清十郎も使用。
『キネマ版』では「龍墜閃（読み方は同じ）」に名称が変更されている。
龍槌閃・惨（りゅうついせん・ざん）
龍槌閃の派生技。上空から刀の切っ先を相手に突き刺す、作中で使用したのは一度だけ。逆刃刀でも殺人技となるため、「不殺」を誓って以降の剣心は使用していない。
龍翔閃（りゅうしょうせん）
峰を右手で支え、下から飛び上がりつつ、刀の腹で斬り上げる。本来は刃を立てて斬り上げる技だが、「不殺」を誓って以降の剣心は、斬り上げる代わりに、相手の顎を打ち上げる、鞘の先端で鳩尾を突き上げるなどの使い方をしている。また逆刃刀のため、峰に手を支えられないことから、刀の側面部分を使用する。
弥彦は龍翔閃抵牿として技を真似た事があるがその際は持ち手が右手と左右入れ替わってるがアニメ2期だと比古清十郎も同じ持ち方で繰り出せている。
実写映画版では、アクション監督いわく、龍翔閃をイメージした動きを組み込んでいるとのこと。
『キネマ版』では「龍昇閃（読み方は同じ）」に名称が変更されている。
龍槌翔閃（りゅうついしょうせん）
龍槌閃で上段を攻撃した後、龍翔閃で下段を攻撃する連続技。逆に龍翔閃から龍槌閃を繰り出す連続技もある。
龍巣閃（りゅうそうせん）
全身の急所を攻撃する高速乱撃。
龍巣閃・咬（りゅうそうせん・がらみ）
龍巣閃の派生技。一部分のみを狙い集中乱撃する。
双龍閃（そうりゅうせん）
二段抜刀術。抜刀がかわされた場合に無防備になるため、斬撃の勢いを利用して左手で抜く鞘での次撃に繋ぐ二段技。性質上、鞘を帯などから外して抜刀術を行うため、この技を知っている者には読まれやすいのが弱点。
実写映画版で技名が言及される数少ない技のひとつで、剣心との修行中、比古清十郎も使用。
『キネマ版』では「相龍閃（読み方は同じ）」に名称が変更されている。
双龍閃・雷（そうりゅうせん・いかづち）
双龍閃の派生技。一撃目に納刀のまま鞘で相手を浮かし、二撃目に抜刀し刀で斬りつける。
双龍閃であると読まれやすい弱点を補強・逆手に取るかのような技でもあり、双龍閃だと思い込んで反応すると鞘攻撃によって刀は弾かれ、無防備になったところに斬撃を受ける。
原作では比古清十郎が使用。PSゲーム『十勇士陰謀編』では剣心も使用した。
龍巻閃（りゅうかんせん）
回転による遠心力を利用した技。相手の攻撃を真半身でかわし、そのまま回転しながら相手の背後に回り込み後頭部や背中に打ち込む。先手をとって使うことも可能だが、斎藤曰く、返し技として使って最も威力を発揮する技（実際、縁に対して感情の余り先手をとって使った際、逆に返されている）。「るろうに剣心 magazine 令和七年 夏」によると、初使用は実は斎藤との戦闘となっている。
実写映画版でもたびたび使われている。剣心との修行中、比古清十郎も使用。名称が出たのは張との戦いだが、それ以前の斎藤との戦いでも同じ技を使っている（PS2ゲーム『炎上!京都輪廻』では、剣心VS斎藤で戦闘中に牙突を龍巻閃で返すことが、イベント発生条件となっている）。
『キネマ版』では「龍環閃（読み方は同じ）」に名称が変更されている。
龍巻閃・旋（りゅうかんせん・つむじ）
龍巻閃の派生技。錐揉み状に飛んで相手に突進し斬りつける。初使用時は抜刀術として使用されたが、志々雄との戦闘では「凩」の直後に抜刀した状態で使用している。
龍巻閃・凩（りゅうかんせん・こがらし）
龍巻閃の派生技。相手に向かって跳躍し、空中で体を一回捻りつつその勢いを生かして斬り付ける技。
龍巻閃・嵐（りゅうかんせん・あらし）
龍巻閃の派生技。空中高く飛び上がり、刀を手前に構え前方宙返りにより相手を切り裂く技。
なお、以上三種類の龍巻閃の派生技を連撃として使用することも出来る。
土龍閃（どりゅうせん）
刀で地面に衝撃を与え土石を相手にぶつける技。斬撃を直接相手に当てる技ではないので、逆刃刀と関係無く殺傷力は低い。
アニメ版第一作では刀で地面をえぐるように衝撃を与え土砂と衝撃波を相手にぶつけたり浮かせたりする技になり、多用された。
原作での使用は一度のみであり、アニメ版第二作の該当する場面では逆刃刀による単なる連撃となり未使用となった。
飛龍閃（ひりゅうせん）
飛天御剣流「飛刀術」（初使用時、剣心は抜刀術と語っている）。大きく身体をひねりながら、鞘に納めた刀の鍔を親指で弾いて刀を矢のように相手に飛ばす（ゆえに相手に当たるのは柄尻の部分）。
原作では雷十太を倒した技だが、アニメ版第一作では飛龍閃を使用せずに土龍閃と龍槌閃で制している。また、唯一飛龍閃を使用したと言える張戦でも技名は言っておらず、総集編などでも技の紹介がされなかった。第二作では一撃では倒せなかった為、返ってきた刀をそのまま空中で納刀して柄尻で撃ち、更に順手に持ち替えて空中から全体重を乗せて鞘の切先を撃ちこむ（端的に言えば鞘に納めたままの龍槌閃・惨のような技）連続技に繋げた。
龍鳴閃（りゅうめいせん）
雪代縁との最終決戦で使用した飛天御剣流の神速による「納刀術」。
逆手に構えた刀を神速の速さで納刀し、その際に鍔と鞘のぶつかり合いで発生する鐔鳴りの高周波の音撃を、相手の耳元でその鼓膜に叩き込み、相手の聴覚を一時的に破壊する（御庭番衆のように聴覚を鍛えている者なら、数メートル離れていても耳に異常を感じるほどの音撃）。この時の縁は狂経脈で聴覚も異常発達していたため、従来以上の威力を発揮し三半規管の機能を異常に陥らせた。
初使用は人誅編だが、それ以前の京都編を題材としたPS2ゲーム『炎上!京都輪廻』でも収録されている。なお、雑誌掲載時は鳴龍閃という名だったが、コミックス時に龍鳴閃に訂正された。
九頭龍閃（くずりゅうせん）
奥義・天翔龍閃の伝授の過程で生まれた、試験のために開発された技。比古清十郎が最も得意とする技。
神速を最大に発動させ、剣術の基本である全9方向の斬撃「壱（いち）：唐竹（からたけ）、もしくは切落（きりおろし）」「弐（に）：袈裟斬り（けさぎり）」「参（さん）：右薙（みぎなぎ）、もしくは胴（どう）」「肆（し）：右斬上（みぎきりあげ）」「伍（ご）：逆風（さかかぜ）」「陸（ろく）：左斬上（ひだりきりあげ）」「漆（しち）：左薙（ひだりなぎ）、もしくは逆胴（ぎゃくどう）」「捌（はち）：逆袈裟（さかげさ）」「玖（く）：刺突（つき）」を連続で繰り出す、乱撃術にして突進術の技。奥義・天翔龍閃を伝授される域の神速の斬撃を放てるだけの実力をもつ者だけが会得でき、常人には不可能といえる9方向連続攻撃を神速にて実現させた技。「不殺」を誓う剣心は、剣の柄で刺突を行っている。
同じ乱撃術でも、龍巣閃と違って9撃それぞれが一撃必殺の威力をもっており、神速による全9方向の連撃かつ突進攻撃という性質上、使用者の筋力と同等か上回る者が同じく神速による9方向連続攻撃を放ち相殺するか、これを上回る超神速の域の攻撃で先に攻撃するしかなく、防御・回避ともに難易度が高く実質不可能に近い。
技の性質上、腕力と体格で比古に劣る剣心が比古が放つ九頭龍閃を攻略するには九頭龍閃の発動速度を超える超神速の抜刀術「天翔龍閃」を身に着ける必要がある。飛天御剣流の奥義伝授では、代々九頭龍閃の伝授から始まりその次に師の放つ九頭龍閃を破ることが必要なため、奥義伝授のための試練となる技である。
乱撃術と突進術の特性を併せ持つため、突進術の要たる重量（体重）、乱撃術の要たる腕力が重要になる。小柄な剣心は、初見で完全な九頭龍閃の発動に成功するが、腕力、体格に伴う体重それらすべて上回る比古の九頭龍閃の前には完全に押し負ける。
神速と言われる剣心の動きすら移動速度で優る瀬田宗次郎には回避され、雪代縁には一度目は通じたものの二度目は9方向連続攻撃をすべて防御され、三度目には発動前に掌底で潰され破られている。
作者の予定では当初はこの技が「奥義」であったが、のちに「天翔龍閃」に差し替えられた。
実写映画版では技名は出ないが、この技で四乃森蒼紫を戦闘不能に追い込んだ。剣心との修行中、比古も使用。『最終章 The Final』では雪代縁との最終決戦で決着の際に使用し、九連撃を浴びせ、さらにその直後に天翔龍閃を発動し、撃破した。
PSPソフト『るろうに剣心 -明治剣客浪漫譚- 再閃』では剣心は奥義として使っているが、比古は通常の必殺技として使用し、比古の奥義は「九頭龍閃極（くずりゅうせんごく）」となっている。
『キネマ版』では、初期設定どおりこの技が奥義となり、技の読みも「ここのつがしらのりゅうのひらめき」に改められている。さらに原作と異なり、剣心が抜刀斎となる前にすでに会得している。作中では剣心の精神が抜刀斎寄りだったため、刺突が柄打ちではく通常に打ち込んでいる。
二十七頭龍閃（にじゅうななずりゅうせん）
『北海道編』に登場。九頭龍閃3回分（9撃×3）に相当する27連撃を放つ。2発目以降から連撃数の記載も拾～弐拾漆と描かれている。技名は、初使用場面を見て驚愕した沢下条張が漏らした発言によるものだが、2回目以降からは正式な技名として叫ばれる。
単発の九頭龍閃が直撃しても倒れなかった凍座白也をこれで倒すが、剣心は大幅に体力を消耗し、長期の休養を余儀なくされる。凍座はこれを使用した際の剣心の「闘姿」を「神速故に制止する龍巻」と見ている。2回目では、復活した凍座に宗次郎の瞬天殺が直撃したあとの追い打ちとして使用されるが、赫力を使用した凍座の戦型・「不動凍奴」には通じず無効化される。
天翔龍閃（あまかけるりゅうのひらめき）
飛天御剣流奥義。通常(日本刀は左利きで合っても左腰に差すが作法として常識でもある。)、右足を前にして抜刀するという抜刀術の常識（通常、抜刀術は刀は左から抜刀するため、左足を前にすると抜刀時に斬ってしまう危険性があるため）を覆し、その手の振りや腰の捻りの勢いを一切殺さないように抜刀の後に、更に左足を踏み出し、たった一歩ながらその踏み込みによって生まれる加速と加重が斬撃をさらに加速させ、神速の抜刀術を「超神速」の域の一撃に昇華する技。
その威力は傷が一つ入っていたとはいえ、宗次郎の菊一文字や、傷もなかった縁の倭刀すらへし折ってしまうほどでそこらの刀では受け止めることすらできない。逆刃刀・真打と兄弟刀といえる無限刃なら受け止めることは出来たが、志々雄の怪力をもってしても威力を完全に殺しきることは出来ず、捌くしかなかった。
初撃が当たらなかった場合、その初撃で斬撃が通過した部分の空気が弾かれたことで真空の空間が生まれ、その空間の空気が時間差で急速に辺りの物体毎元に戻ろうとする作用で相手を巻き込むように引き寄せる。その自由を奪われた相手を、二回転目の遠心力とさらなる一歩の踏み込み、そして空間を挟んでの交差法をも加えたより威力を増した二撃目で追撃する。
技の理屈こそ簡単ではあるが、生死をわける極限状態で抜刀する瞬間に、その勢いをいっさい殺すことなく左足を踏み込むには、迷いなく踏み込める確固たる信念が必要不可欠であり、捨て身、死中に活を見出す、などの後ろ向きな気持ちを一片でも含んでいては、左足に引っかかるか、それを恐れて意識しすぎると、勢いを殺して単に左足を前に出しただけの超神速には程遠い抜刀術となってしまうため、確固たる信念がなければ絶対に成功しない技だと瀬田宗次郎は評している。
天翔龍閃に限らず、飛天御剣流の抜刀術は全て、隙の生じぬ二段構え（双龍閃で言えば鞘での攻撃）になっていると比古清十郎は語る。不敗の奥義ではあるが、使用者が十分な心身を保っていればこそ不敗となりえるとも語っている。心に一辺の迷いでもあればその分威力は減衰され、巻き込む真空も十分な威力を発揮せず、不敗足り得ない技となってしまう。ただ、二撃目はあくまで巻き込む真空で相手の態勢を崩して隙を帳消しにしているだけで、その間の一回転分の隙が消えるわけではないため、「虎伏絶刀勢」のように攻撃態勢を維持しやすい技であればその隙を突いて返すことは理屈の上では一応可能。実際に縁との戦いでは人斬りとしての罪の償いの答えを見いだせないまま放ったため、「虎伏絶刀勢」の前に敗れ去っているが、答えを見出した二度目の戦いでは真空が縁の腕の関節を外すほど威力が増し、逆に「虎伏絶刀勢」を破っている。
『キネマ版』では、九頭龍閃が奥義となったため「最速抜刀術」という位置づけとなり、技の読みも「てんしょうりゅうせん」に改められた。九頭龍閃と同じく、剣心が抜刀斎となる前にすでに会得している。
1996-1998年のアニメ版51話では、何故か「最終奥義でござる」と剣心に語られている。
実写映画版では数少ない技名が言及される技である。原作やアニメ版と異なり、宗次郎や蒼紫にはこの技を使わずに勝利し、『伝説の最期編』の志々雄とのラストバトルにおける最終局面の決め手として使用した。また、剣心は奥義伝授を再会してすぐ比古に嘆願するが、原作、アニメではすぐに断られ、弥彦らによる説得と流浪人としての活躍の報を聞き受けてようやく修業の許可を貰うが、実写版ではアッサリと了承され、その後に命を懸けた地獄の特訓が開始される。二撃目が存在しない代わりに、文字通りの一撃必殺技として志々雄との最後の戦いで唯一彼に対して決定的なダメージを与えた（実写映画の志々雄は1対4でも有利に戦うほどの強敵として描かれている）ほか、彼の愛刀無限刃をへし折っている。一度抜刀した状態から突進し、その状態のまま再度 納刀してから放つ描写がなされている。それにより二撃目の表現および、原作での宗次郎との決着で使用された形態に近い表現となっている。
PSゲーム『十勇士陰謀編』では一撃目しか登場しないが、PS2ゲーム『炎上!京都輪廻』では原作通り一撃目が当たらなかった場合、二撃目に移行する。PSPゲーム『再閃』では一撃目のみ。PSP『完醒』では一撃目の後に、真空空間のエフェクトとともに二発目を放つ。

### 原作以外に登場する技
飛天無限斬（ひてんむげんざん）
『戦国の三日月』に登場した比古清十郎が操る飛天三剣流秘刃。一度に100人の敵を斬ることができ、その威力は大地を粉砕するほど。実際、この技を喰らった岩野宏先は全身が粉々になった。
雷龍閃（らいりゅうせん）
アニメオリジナルの「島原編」に登場する、飛天御剣流の使い手である天草翔伍が独自に編み出し付け足した技。それゆえ正式には飛天御剣流の技ではなく、同じく剣気を使う鵜堂刃衛の「心の一法」にその性質は近い。自身の放つ剣気と共に雷による稲光の閃光を利用して、技を受けた相手の視力を奪う。視力を回復するには、技を放った相手（翔伍）を心身共に乗り越えることで、その剣気から解かれる。
龍尾閃（りゅうびせん）
プレイステーション『十勇士陰謀編』のオリジナル技。剣心の中段必殺技。初期装備。作中、斬左戦での最初の一撃（斬馬刀の攻撃を横に跳んで回避して繰り出した一撃）がほぼこれに相当する。
火龍閃（かりゅうせん）
PS『維新激闘編』のオリジナル技。上段技。
水龍閃（すいりゅうせん）
PS『維新激闘編』のオリジナル技。中段技。
地龍閃（ちりゅうせん）
PS『維新激闘編』のオリジナル技。下段技。
翔龍閃（しょうりゅうせん）
PS『維新激闘編』のオリジナル技。中段技。
天龍閃（てんりゅうせん）
PSP『再閃』のオリジナル技。空中で錐揉み回転しながら斬る。
剣心流・回転抜刀術（けんしんりゅう・かいてんばっとうじゅつ）
劇場版『維新志士への鎮魂歌』にて、時雨滝魅との最終決戦にて剣心が独自に編み出した技。命名は観戦していた相楽左之助による。時雨滝魅に龍槌閃の太刀筋を完全に見切られていたため、その戦闘中に編み出された。技の始動の構えは奥義・天翔龍閃と酷似しており、当初それを見た左之助は天翔龍閃を放つと勘違いした。
飛び上がった状態から自然落下を利用するところは龍槌閃と同じだが、抜刀術のための踏み込む足場がない空中のため、身体全身のバネを使い錐揉み回転することで、その遠心力を利用して行う空中抜刀術。
龍咬閃（りゅうこうせん）
蒼紫の回天剣舞を咄嗟に受け止めた真剣白刃取りをアニメ版第二作にて新たに技として登場している。原作やアニメ第一作では手を交差した白羽取りにより峰に指をかけることで掴み刀を奪い、そのまま柄尻で喉笛を突いくのだが、今作では白刃取りを飛天御剣流の技としてまず両手を龍の口に見立てるように鷲掴みで挟むように受け止めて、峰の部分に両手の指を絡めることで刀をより強固に掴んでいる。飛天御剣流唯一の徒手空拳技として技名がつけられた。
技を考案したのは原作者の和月。